# Patinaj viteză pe pistă scurtă la Jocurile Olimpice de iarnă din 2018 – 1.000 m (masculin)
Proba de patinaj viteză pe pistă scurtă, 1.000 m masculin de la Jocurile Olimpice de iarnă din 2018 de la Pyeongchang, Coreea de Sud a avut loc pe 13 și 17 februarie 2018 la Gangneung Ice Arena.

## Program
Orele sunt orele Coreei de Sud (ora României + 7 ore).
| Dată         | Ora         | Rundă      |
| ------------ | ----------- | ---------- |
| 13 februarie | 19:00-21:30 | Calificări |
| 17 februarie | 19:00-21:55 | Finală     |

## Calificări
Proba a avut loc pe 13 februarie și a început la ora 19:00.
C – calificat pentru sferturile de finală
AV – a avansat mai departe
PEN – penalizare
CG – cartonaș galben
| Loc | Serie | Nume                   | Țară                         | Timp          | Note |
| --- | ----- | ---------------------- | ---------------------------- | ------------- | ---- |
| 1   | 1     | John-Henry Krueger     | Statele Unite ale Americii   | 1:25,913      | C    |
| 2   | 1     | Farrell Treacy         | Marea Britanie               | 1:26,762      | C    |
| 3   | 1     | Ryosuke Sakazume       | Japonia                      | nu a terminat | AV   |
| 5   | 1     | Shaoang Liu            | Ungaria                      | 9:99.99       | PEN  |
| 1   | 2     | Lim Hyo-jun            | Coreea de Sud                | 1:23,971      | C    |
| 2   | 2     | Kazuki Yoshinaga       | Japonia                      | 1:24,030      | C    |
| 3   | 2     | Charle Cournoyer       | Canada                       | 1:24,051      |      |
| 4   | 2     | Daan Breeuwsma         | Olanda                       | 1:24,429      |      |
| 1   | 3     | Samuel Girard          | Canada                       | 1:23,894      | C    |
| 2   | 3     | Semion Elistratov      | Sportivii Olimpici ai Rusiei | 1:23,979      | C    |
| 3   | 3     | Keita Watanabe         | Japonia                      | 1:24,078      |      |
| 4   | 3     | Nurbergen Zhumagaziyev | Kazahstan                    | 1:24,271      |      |
| 1   | 4     | Sjinkie Knegt          | Olanda                       | 1:23,823      | C    |
| 2   | 4     | Thibaut Fauconnet      | Franța                       | 1:24,381      | C    |
| 3   | 4     | Roberts Zvejnieks      | Letonia                      | 1:26,408      | AV   |
| 5   | 4     | Ren Ziwei              | China                        | 9:99.99       | PEN  |
| 1   | 5     | Charles Hamelin        | Canada                       | 1:23,407      | C    |
| 2   | 5     | Wu Dajing              | China                        | 1:23,463      | C    |
| 3   | 5     | Sébastien Lepape       | Franța                       | 1:23,489      |      |
| 4   | 5     | Aleksandr Shulginov    | Sportivii Olimpici ai Rusiei | 1:31,133      |      |
| 1   | 6     | Itzhak de Laat         | Olanda                       | 1:24,639      | C    |
| 2   | 6     | Seo Yi-ra              | Coreea de Sud                | 1:24,734      | C    |
| 3   | 6     | Tommaso Dotti          | Italia                       | 1:25,369      |      |
| 5   | 6     | Han Tianyu             | China                        | 9:99.99       | PEN  |
| 1   | 7     | Hwang Dae-heon         | Coreea de Sud                | 1:24,457      | C    |
| 2   | 7     | Yuri Confortola        | Italia                       | 1:25,297      | C    |
| 3   | 7     | Josh Cheetham          | Marea Britanie               | 1:26,223      |      |
| 5   | 7     | Vladislav Bykanov      | Israel                       | 9:99.99       | PEN  |
| 1   | 8     | Sándor Liu Shaolin     | Ungaria                      | 1:31,547      | C    |
| 2   | 8     | Roberto Puķītis        | Letonia                      | 1:31,635      | C    |
| 3   | 8     | J. R. Celski           | Statele Unite ale Americii   | 1:31,812      |      |
| 5   | 8     | Pavel Sitnikov         | Sportivii Olimpici ai Rusiei | 9:99.99       | PEN  |

## Runda eliminatorie
Proba a avut loc pe 17 februarie și a început la ora 19:00.

### Sferturi de finală
C – calificat pentru semifinale
AV – a avansat mai departe
PEN – penalizare
CG – Cartonaș galben
| Loc | Serie | Nume               | Țară                         | Timp     | Note |
| --- | ----- | ------------------ | ---------------------------- | -------- | ---- |
| 1   | 1     | Seo Yi-ra          | Coreea de Sud                | 1:24,053 | C    |
| 2   | 1     | Lim Hyo-jun        | Coreea de Sud                | 1:24,095 | C    |
| 3   | 1     | Thibaut Fauconnet  | Franța                       | 1:24,344 |      |
| 5   | 1     | Hwang Dae-heon     | Coreea de Sud                | 9:99.99  | PEN  |
| 1   | 2     | Samuel Girard      | Canada                       | 1:24,289 | C    |
| 2   | 2     | Yuri Confortola    | Italia                       | 1:24,383 | C    |
| 3   | 2     | Itzhak de Laat     | Olanda                       | 1:24,423 |      |
| 4   | 2     | Kazuki Yoshinaga   | Japonia                      | 1:24,649 |      |
| 1   | 3     | Semion Elistratov  | Sportivii Olimpici ai Rusiei | 1:23,893 | C    |
| 2   | 3     | Ryosuke Sakazume   | Japonia                      | 1:24,099 | C    |
| 3   | 3     | John-Henry Krueger | Statele Unite ale Americii   | 1:24,598 | AV   |
| 4   | 3     | Farrell Treacy     | Marea Britanie               | 1:25,080 |      |
| 5   | 3     | Sjinkie Knegt      | Olanda                       | 9:99.99  | PEN  |
| 1   | 4     | Sándor Liu Shaolin | Ungaria                      | 1:24,012 | C    |
| 2   | 4     | Charles Hamelin    | Canada                       | 1:24,015 | C    |
| 3   | 4     | Roberto Puķītis    | Letonia                      | 1:24,022 |      |
| 4   | 4     | Roberts Zvejnieks  | Letonia                      | 1:24,306 |      |
| 5   | 4     | Wu Dajing          | China                        | 9:99.99  | PEN  |

### Semifinale
CA – calificat pentru Finala A
CB – calificat pentru Finala B
AV – a avansat mai departe
PEN – penalty
CG – cartonaș galben
| Loc | Serie | Nume               | Țară                         | Timp      | Note |
| --- | ----- | ------------------ | ---------------------------- | --------- | ---- |
| 1   | 1     | Lim Hyo-jun        | Coreea de Sud                | 1:26,463  | CA   |
| 2   | 1     | Sándor Liu Shaolin | Ungaria                      | 1:26,488  | CA   |
| 3   | 1     | Yuri Confortola    | Italia                       | 1:26,626  | CB   |
| 4   | 1     | Semion Elistratov  | Sportivii Olimpici ai Rusiei | 1:26,773  | CB   |
| 1   | 2     | John-Henry Krueger | Statele Unite ale Americii   | 1:24,187  | CA   |
| 2   | 2     | Seo Yi-ra          | Coreea de Sud                | 1:24,252  | CA   |
| 3   | 2     | Ryosuke Sakazume   | Japonia                      | 1:24,317  | CB   |
| 4   | 2     | Samuel Girard      | Canada                       | 1:25,102  | AV   |
| 5   | 2     | Charles Hamelin    | Canada                       | 9:99.999  | PEN  |

### Finala B
| Loc | Nume              | Țară                         | Timp     | Note |
| --- | ----------------- | ---------------------------- | -------- | ---- |
| 5   | Ryosuke Sakazume  | Japonia                      | 1:27,522 |      |
| 6   | Semion Elistratov | Sportivii Olimpici ai Rusiei | 1:27,621 |      |
| 7   | Yuri Confortola   | Italia                       | 1:27,712 |      |

### Finala A
Finala a avut loc la 17 februarie 2018 la 21:24.
| Loc | Nume               | Țară                       | Timp     | Note |
| --- | ------------------ | -------------------------- | -------- | ---- |
| 1   | Samuel Girard      | Canada                     | 1:24,650 |      |
| 2   | John-Henry Krueger | Statele Unite ale Americii | 1:24,864 |      |
| 3   | Seo Yi-ra          | Coreea de Sud              | 1:31,619 |      |
| 4   | Lim Hyo-jun        | Coreea de Sud              | 1:33,312 |      |
| 6   | Sándor Liu Shaolin | Ungaria                    | 9:59,99  | PEN  |